# David Bach
David Bach (* 9. August 1971 in Springfield, Missouri) ist ein professioneller US-amerikanischer Pokerspieler. Er ist dreifacher Braceletgewinner der World Series of Poker.

## Persönliches
Bach machte an der University of Georgia einen Bachelor in Psychologie. Vor seiner Pokerkarriere war er ein professioneller Bowler. Bach lebt in Athens, Georgia.

## Pokerkarriere

### Werdegang
Bach spielt auf der Onlinepoker-Plattform PokerStars unter dem Nickname Gunslinger3.
Seine erste Geldplatzierung bei einem Live-Turnier erzielte Bach Ende April 1997 bei der World Series of Poker (WSOP) im Binion’s Horseshoe in Las Vegas. Dort kam er bei einem Turnier der Variante Seven Card Stud ins Geld. Bei der WSOP 2005 erreichte Bach einen Finaltisch und belegte im Pot Limit Hold’em den fünften Platz für knapp 90.000 US-Dollar. Im Februar 2006 wurde er beim L.A. Poker Classic in Los Angeles Dritter und erhielt über 200.000 US-Dollar Preisgeld. An gleicher Stelle belegte er Anfang März 2007 beim Main Event der World Poker Tour den sechsten Rang für über 250.000 US-Dollar. Bei der WSOP 2009 gewann Bach die H.O.R.S.E. Championship, den Vorgänger der Poker Player’s Championship. Dafür setzte er sich gegen 94 andere Spieler durch und sicherte sich sein erstes Bracelet sowie über 1,2 Millionen US-Dollar Siegprämie. 2011 kam Bach bei der WSOP an zwei Finaltische und belegte den 45. Platz im Main Event. Bei der WSOP 2017 gewann er ein Six-Handed Dealers Choice  und nur zehn Tage später die H.O.R.S.E. Championship. Somit sicherte er sich zwei weitere Bracelets und Preisgelder von über 500.000 US-Dollar.
Insgesamt hat sich Bach mit Poker bei Live-Turnieren knapp 4,5 Millionen US-Dollar erspielt.

### Braceletübersicht
Bach kam bei der WSOP 56-mal ins Geld und gewann drei Bracelets:
| Jahr | Buy-in (in $) | Turnier                 | Teilnehmer | Preisgeld (in $) |
| ---- | ------------- | ----------------------- | ---------- | ---------------- |
| 2009 | 50.000        | H.O.R.S.E. Championship | 095        | 1.276.806        |
| 2017 | 01.500        | Dealers Choice 6-Handed | 364        | 0.119.399        |
| 2017 | 10.000        | H.O.R.S.E. Championship | 150        | 0.383.208        |